# Макс Люшер
Макс Люшер (на немски: Max Lüscher) е швейцарски психотерапевт.
Познат е с изобретяването на Цветовия тест на Люшер, средство за измерване на психофизичното състояние на личността, основано на предпочитанията ѝ към цветовете. Отделно от изследванията, преподаването и практикуването на психотерапия в Базел, Люшер работи за международни компании, давайки съвети за цветовете. Неговата книга „Тестът на Люшер“ е преведена на повече от 30 езика.

## Биография
Роден е на 9 септември 1923 година в Базел, Швейцария. След като минава приемния изпит, Макс Люшер учи философия и психология. Завършва със summa cum laude за своя докторат на тема „Цвета като помощ в психологическата диагноза“. От тази основа, по време на своята работа като терапевт, Люшер развива първия тест за оценяване на човешката личност чрез значението на определени цветни карти. От 1961 до 1965 г., Люшер работи като учител и професор в Базел и Берлин.
Живее в Люцерн, където управлява Института за медицински психологически диагнози. Зоната на първична значимост за Люшер е ефектът на цветовете върху хората и съветите за индустрията и фирмите. Люшер е международно познат със своите лекции и семинари.